# Lins (futebolista)
Lins Lima de Britto, mais conhecido como Lins (Camaçari, 11 de setembro de 1987), é um futebolista brasileiro que atua como atacante. Atualmente esta sem clube.

## Carreira

### Criciúma
Em 2010, o Criciúma acertou com o atacante por 2 anos. Onde conquistou a volta do clube à Série B, com a boa fase o jogador, despertou o interesse do Grêmio.

### Grêmio
Em 22 de dezembro de 2010, o Grêmio oficializou a contratação do atacante para a temporada de 2011. Em seu primeiro Grenal, Lins marcou o segundo gol do jogo (seu primeiro e único com a camisa do Grêmio), gol este que decretou a vitória do tricolor. A partida, válida pelo Campeonato Gaúcho, foi realizada em 30 de janeiro de 2011, em Rivera, no Uruguai, sendo o primeiro Grenal realizado no exterior. Em 12 de agosto de 2011, o diretor executivo do Grêmio, Paulo Pelaipe, informou a rescisão de contrato com o jogador.

### ABC
Em 16 de agosto de 2011, acertou a sua ida para o ABC para a disputa da Série B. Onde brilhou, e foi um dos mais importantes jogadores do ABC no campeonato.

### Retorno ao Criciúma
Em 2012, ele voltou para o Criciúma e se destacou novamente pelos seus poucos mas importantes gols e ajudando na campanha do retorno do time catarinense para a elite do futebol brasileiro, o Criciúma terminou como vice-campeão da Série B de 2012 garantindo o acesso.
Em 2013, começou sendo titular absoluto, Lins, foi um dos destaques da conquista do Campeonato Catarinense, o atacante também esteve presente na seleção do campeonato, que contou com mais seis do Tigre. Lins também foi um dos destaques do time na Série A, sendo artilheiro no campeonato marcando 11 gols. No total, Lins foi o artilheiro do Tigre no ano com 24 gols.

### Gamba Osaka
No dia 10 de janeiro de 2014, foi oficializada sua transferência para o Gamba Osaka, do Japão. Lins também tinha uma proposta de um time da Coreia do Sul e de ficar por mais três anos no Criciúma. Marcou seu primeiro gol no Japão na vitória por 2 a 0 sobre o Vissel Kobe, jogando como titular, foi eleito o melhor jogador em campo.

### Figueirense
Em 2016, após o término do contrato com a equipe japonesa, Lins voltou ao Brasil, e novamente para Santa Catarina, porém desta vez para o Figueirense, onde assinou por um ano.

## Estatísticas

### Clubes
| Clube          | Temporada | Campeonato Nacional | Campeonato Nacional | Copas Nacionais6 | Copas Nacionais6 | Competições Continentais | Competições Continentais | Outros Torneios7 | Outros Torneios7 | Total | Total |
| Clube          | Temporada | Jogos               | Gols                | Jogos            | Gols             | Jogos                    | Gols                     | Jogos            | Gols             | Jogos | Gols  |
| -------------- | --------- | ------------------- | ------------------- | ---------------- | ---------------- | ------------------------ | ------------------------ | ---------------- | ---------------- | ----- | ----- |
| São Caetano    | 2008      | 5                   | 0                   | 0                | 0                | 0                        | 0                        | 0                | 0                | 5     | 0     |
| Guaratinguetá  | 2009      | 0                   | 0                   | 0                | 0                | 0                        | 0                        | 7                | 2                | 7     | 2     |
| Ponte Preta    | 2009      | 26                  | 7                   | 2                | 0                | 0                        | 0                        | 0                | 0                | 28    | 7     |
| Ponte Preta    | 2017      | 10                  | 0                   | 2                | 1                | 2                        | 0                        | 15               | 0                | 29    | 1     |
| Ponte Preta    | Total     | 36                  | 7                   | 4                | 1                | 2                        | 0                        | 15               | 0                | 57    | 8     |
| Mirassol       | 2010      | 0                   | 0                   | 0                | 0                | 0                        | 0                        | 18               | 6                | 18    | 6     |
| Criciúma       | 2010      | 12                  | 1                   | 0                | 0                | 0                        | 0                        | 0                | 0                | 12    | 1     |
| Criciúma       | 2012      | 17                  | 3                   | 0                | 0                | 0                        | 0                        | 0                | 0                | 17    | 3     |
| Criciúma       | 2013      | 35                  | 11                  | 4                | 3                | 2                        | 0                        | 18               | 10               | 59    | 24    |
| Criciúma       | Total     | 64                  | 15                  | 4                | 3                | 2                        | 0                        | 18               | 10               | 88    | 28    |
| Grêmio         | 2011      | 6                   | 0                   | 0                | 0                | 4                        | 0                        | 7                | 1                | 17    | 1     |
| ABC            | 2011      | 18                  | 8                   | 0                | 0                | 0                        | 0                        | 0                | 0                | 18    | 8     |
| Itumbiara      | 2012      | 0                   | 0                   | 0                | 0                | 0                        | 0                        | 16               | 5                | 16    | 5     |
| Gamba Osaka    | 2014      | 26                  | 5                   | 11               | 3                | 0                        | 0                        | 0                | 0                | 37    | 8     |
| Gamba Osaka    | 2015      | 20                  | 0                   | 5                | 0                | 10                       | 3                        | 1                | 0                | 36    | 1     |
| Gamba Osaka    | Total     | 46                  | 5                   | 16               | 3                | 10                       | 3                        | 1                | 0                | 73    | 9     |
| Figueirense    | 2016      | 25                  | 3                   | 0                | 0                | 1                        | 0                        | 0                | 0                | 26    | 3     |
| Ventforet Kofu | 2017      | 12                  | 6                   | 0                | 0                | 0                        | 0                        | 0                | 0                | 12    | 6     |
| Ventforet Kofu | 2018      | 16                  | 5                   | 1                | 0                | 0                        | 0                        | 0                | 0                | 17    | 5     |
| Ventforet Kofu | Total     | 28                  | 11                  | 1                | 0                | 0                        | 0                        | 0                | 0                | 29    | 11    |
| Tokyo          | 2018      | 18                  | 3                   | 0                | 0                | 0                        | 0                        | 0                | 0                | 18    | 3     |
| Beijing BSU    | 2019      | 15                  | 3                   | 0                | 0                | 0                        | 0                        | 0                | 0                | 15    | 3     |
| Total          | Total     | 261                 | 55                  | 25               | 7                | 19                       | 3                        | 82               | 24               | 387   | 95    |

6Em copas nacionais, Incluindo jogos da Copa do Brasil, Copa do Imperador, Copa da Liga Japonesa e Copa da China
7Em Outros Torneios, Incluido jogos do Campeonato Paulista, Campeonato Catarinense, Campeonato Gaúcho, Campeonato Goiano e Copa Suruga Bank

## Títulos
Criciúma
- Campeonato Catarinense: 2013

Gamba Osaka
- Campeonato Japonês - 2ª Divisão: 2013
- Campeonato Japonês - 1ª Divisão: 2014
- Copa do Imperador: 2014
- Copa da Liga Japonesa: 2014
- Supercopa Japonesa: 2015

## Prêmios individuais

#### Criciúma
- Troféu de Prata Top da Bola - Melhor Atacante do Campeonato Catarinense: 2013